# Porto de mon enfance
 (août 2022).
Si vous disposez d'ouvrages ou d'articles de référence ou si vous connaissez des sites web de qualité traitant du thème abordé ici, merci de compléter l'article en donnant les références utiles à sa vérifiabilité et en les liant à la section « Notes et références ».
Pour plus de détails, voir Fiche technique et Distribution.
Porto de mon enfance (Porto da minha infância) est un film portugais réalisé par Manoel de Oliveira, sorti en 2001.

## Synopsis
Roulant à travers les rues du vieux Porto, le réalisateur Manoel de Oliveira se souvient d'une promenade faite la nuit, à sa demande, quand il avait neuf ou dix ans, alors qu'il rentrait à la maison avec sa mère après une soirée au théâtre.

Il se rappelle la ville de sa jeunesse au moyen de photographies ou de gravures qu'il oppose aux images d'aujourd'hui. Il évoque des rencontres, des conversations, des promenades au bord du fleuve, les endroits à la mode, la plage du Molhe, à Foz.

## Fiche technique
- Titre : Porto de mon enfance
- Titre original : Porto da minha infância
- Réalisation : Manoel de Oliveira
- Image : Emmanuel Machuel
- Pays de production :  Portugal et  France
- Musique : Emmanuel Nunes (Nachtmusik)
- Format : couleurs - 1,66:1 - Stéréo - 35 mm
- Genre : biopic et drame
- Durée : 92 minutes
- Date de sortie : 2001

## Distribution
- Jorge Trêpa : Manoel 1
- Ricardo Trêpa : Manoel 2
- Maria de Medeiros : Miss Diabo
- Manoel de Oliveira : le voleur
- José Wallenstein : Joel
- Rogério Samora : Chico
- Nelson Freitas : Diogo
- Jorge Loureiro : Casais Monteiro
- António Costa : Rodrigues de Freitas
- José Maria Vaz da Silva : António Silva
- David Cardoso : Augusto Nobre
- Leonor Baldaque : Ela
- Leonor Silveira : Vamp
- Antonio Fonseca : Rufia
- Nuno Sousa : assistant de Reis